# حصن السنیسله
 قلعه سنیسله  (به عربی: حصن السنیسلة) 
یکی از قلعه‌های مشهور کشور پادشاهی عمان است، ویکی از (نقاط دیدنی سلطنت عمان) به‌شمار می‌آید.
 قلعه سنیسله  روی تپه أی دایره أی مانند واقع شده‌است، وبر فراز شهر صور قرار دارد. این قلعه در منطقه شرقی و در راه أصلی شهرستان صور و در فاصلهٔ ۸ کیلومتری شمال شرقی شهرستان واقع شده‌است. تاریخ بنای آن به ۳۰۰سال پیش بر می‌گردد، قلعه در سال ۲۰۰۱ میلادی مرمت وبازسازی شده‌است. 
 قلعه سنیسله  یکی از محکمترین قلاع (ولایة صور) بوده‌است. 
در مواقع اغتشاش وهرج ومرج فرمانروایان محلی این دژ ر ا به عنوان مسکن شخصی استفاده می‌نموده أند، قلعه از 
موقعیت بسیار عالی سوق الجیشی برخور دار بوده‌است. 